# Kees Jan Dik
Kees Jan Dik (Amsterdam, 9 januari 1942 - Gent, 1 januari 2018) was hoogleraar diergeneeskunde.

## Biografie
Dik studeerde diergeneeskunde aan de Universiteit Utrecht en studeerde daar af in 1967. Hij was werkzaam bij de universiteit vanaf 1974, bij de faculteit Diergneeskunde. Op 12 november 1981 promoveerde hij op Röntgenologische aspecten van polyarthritis bij veulens. Op 17 augustus 1983 werd hij benoemd aan zijn alma mater tot gewoon hoogleraar Veterinaire radiologie; zijn leeropdracht werd in 1999 omgezet in Veterinaire diagnostische beeldvorming. Op 1 februari 2003 ging hij daar met vervroegd emeritaat.
Van 2002 tot 2013 was hij tevens verbonden als hoogleraar aan de Universiteit Gent.
Dik publiceerde een handboek over diagnostische radiologie bij paarden, naast tientallen artikelen op zijn vakgebied. Daarnaast was hij in 1998 een van de drie medewerkers aan de gedenkbundel Vakgroep Radiologie, Faculteit Diergeneeskunde, Universiteit Utrecht. Een fotografische impressie en bibliografie omtrent 25 jaar diagnostische beeldvorming 1973-1998 waaraan hij zelf vrijwel al die tijd verbonden was geweest.
Prof. dr. K.J. Dik overleed te Gent op nieuwjaarsdag 2018 op 75-jarige leeftijd.